# Fraser Barron
Vous lisez un « bon article » labellisé en 2021.
Fraser Barron, né le 9 janvier 1921 à Dunedin (Nouvelle-Zélande) et mort au combat le 20 mai 1944 au-dessus du Mans (France), est un officier de la Royal New Zealand Air Force (RNZAF) et pilote pour le Bomber Command durant la Seconde Guerre mondiale.
Travaillant comme commis au début de la Seconde Guerre mondiale, il se porte volontaire pour la RNZAF et devient pilote à la fin de 1940. Il part en Angleterre en tant que sergent pour servir dans la Royal Air Force et après un entraînement sur des bombardiers lourds, il est affecté au No. 15 Squadron, sur des bombardiers Short Stirling. En avril 1942, il effectue un premier tour d'opérations et effectue 39 missions, après quoi il exerce des fonctions d'instructeur. Il commence un deuxième tour en septembre 1942, cette fois au No. 7 Squadron, qui fait partie de la Pathfinder Force, et effectue de nombreuses missions de marquage de cibles pour les bombardiers suivants. Déjà titulaire de la Distinguished Flying Medal (DFM), décernée lors de son premier tour d'opérations, il reçoit la Distinguished Flying Cross (DFC), puis, à l'issue de son deuxième tour, l'Ordre du Service distingué (DSO). Ayant maintenant atteint le rang de Squadron leader, une autre période en tant qu'instructeur suit. Il souhaite cependant rapidement reprendre les opérations et s'arrange pour être réaffecté au No. 7 Squadron. Pilotant alors des bombardiers Avro Lancaster, il effectue plusieurs autres missions jusqu'à ce qu'il soit tué le 20 mai 1944, lorsque son avion et son équipage s'écrasent au Mans. Il reçoit à titre posthume une barrette pour sa DSO. C'est l'un des quatre seuls membres de la RNZAF à recevoir cet honneur pendant la Seconde Guerre mondiale.

## Jeunesse
James Fraser Barron, connu sous le nom de Fraser Barron, est né le 9 janvier 1921 à Dunedin (Nouvelle-Zélande). Il est l'un des deux enfants de James Barron et de son épouse Winifred née Fraser. Son père était épicier et durant l'enfance de Barron, il achète un magasin près d'Oamaru. Fraser effectue ses études à l'école primaire locale et étudie ensuite au lycée Waitaki Boys. Il pratique plusieurs sports à l'école, mais en dehors de cette discipline, c'est un élève moyen. Il s'intéresse également à l'aviation ; il fait partie des nombreux garçons qui ont la chance de faire un tour avec Charles Kingsford Smith lorsque le Southern Cross effectue une tournée en Nouvelle-Zélande en 1933. Il écrit également des articles sur le thème de l'aviation pour le magazine de l'école. Ayant terminé ses études à la fin de 1937, il déménage à Wellington où il travaille comme cadet commis au département des mines,. 

## Seconde Guerre mondiale
Peu de temps après le déclenchement de la Seconde Guerre mondiale, Fraser Barron demande à rejoindre la Royal New Zealand Air Force (RNZAF). Il est assez peu confiant sur l'acceptation de sa demande car il est de petite taille (1,68 m). Pourtant, sa demande est dûment acceptée et en tant que leading aircraftman (en), il suit une formation de courte durée. Elle commence le 2 juillet 1940. Elle doit déterminer si Barron sera sélectionné pour une formation de pilote, d'observateur ou de mitrailleur. Peu de temps avant de commencer le cours, on lui offre la possibilité de s'entraîner avec la Fleet Air Arm à condition de partir pour l'Angleterre le mois suivant. Comme il n'a encore que 18 ans, il a besoin du consentement de ses parents pour partir à l'étranger mais ces derniers refusent. Dès lors, Fraser Barron suit le cours de la RNZAF.
Une fois le cours initial terminé, à la fin du mois de juillet, Barron est sélectionné pour être formé comme pilote et se rend à Strath Taieri, près de Dunedin. Il apprend à voler sur les Tiger Moth et l'un de ses camarades stagiaires à l'école de pilotage élémentaire n°1 de Taieri est James Ward. Celui-ci recevra l'année suivante la croix de Victoria. Barron vole pour la première fois en solo le 9 août et, à la fin du mois suivant, il reçoit une formation sur Fairey Gordon à la base aérienne de Wigram (en) où il apprend notamment le bombardement en piqué. Il est diplômé pilote le 12 décembre et le mois suivant, à l'issue de sa formation, est promu sergent. 
Il part pour l'Angleterre à bord de l'Aorangi le 30 janvier 1941 avec d'autres compatriotes néo-zélandais dont James Ward. Après des arrêts aux Fidji et au Canada et une traversée du pays en train, Barron embarque à bord du Georgic pour la traversée de l'Océan Atlantique. Il arrive en Angleterre le 5 mars 1941. Il est sélectionné, toujours avec James Ward, pour s'entraîner sur des bombardiers lourds et est affecté à la 20e unité d'entraînement opérationnel de bombardier (No. 20 OTU) de la RAF, à la RAF Lossiemouth en Écosse,. Il y passe plusieurs semaines à apprendre le pilotage de Vickers Wellington. Il survit même à un amerrissage en mer du Nord lorsqu'un des deux moteurs cale pendant un exercice de navigation de nuit. Il termine sa formation au milieu du mois de juin 1941 en tant que capitaine.

## En service actif
Après avoir quitté le No. 20 OTU, Barron est assigné No. 15 Squadron. Celui-ci est stationné à la RAF Wyton (en), au nord de Londres, et exploite des bombardiers lourds Short Stirling. Le Stirling est le premier bombardier quadrimoteur à entrer en service dans la Royal Air Force. Ne connaissant pas l'avion, Barron doit subir une série de vols de conversion avant de se lancer dans sa première opération, un bombardement sur l'Allemagne dans la nuit du 7 au 8 juillet. Comme pour ses neuf missions suivantes, Barron vole comme deuxième pilote avec un capitaine plus expérimenté. L'un de ces vols est un raid en solo à basse altitude sur la gare de triage de Bielefeld, en Allemagne.

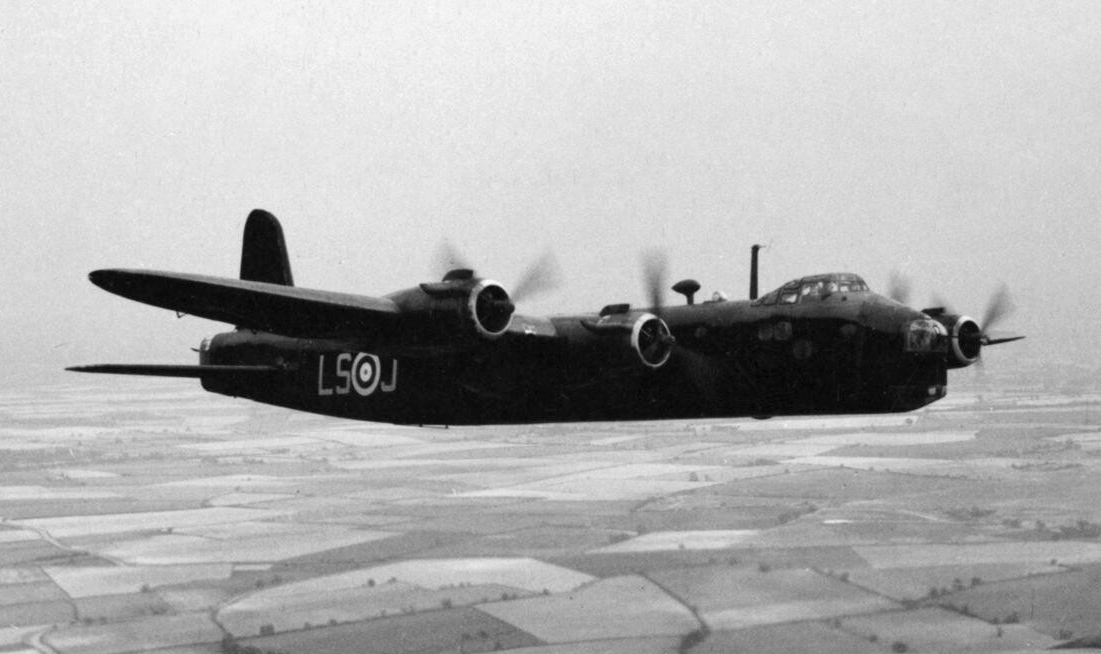
Un Short Stirling du No. 15 Squadron

Fraser Barron reçoit son propre équipage et avion le 1er septembre 1941 et reçoit une promotion au grade de flight sergeant (en). Sa première mission en tant que capitaine a lieu deux jours plus tard, une attaque sur le port de Brest. Cependant, il doit larguer ses bombes pour pouvoir échapper à un chasseur de nuit allemand. Dans la nuit du 28 au 29 septembre 1941, une attaque sur Gênes en Italie manque de tourner mal pour l'équipage de Barron. Lors du premier passage au-dessus de Dunkerque en France, la flak endommage son Short Stirling. Une fois au-dessus de Gênes, l'équipage se rend compte que la soute à bombes ne peut être ouverte. Alourdi par les bombes et craignant de ne pas atteindre une altitude suffisante, Barron décide de ne pas survoler les Alpes au retour. Ce détour, ainsi que le poids supplémentaire des bombes, entrainent une consommation de carburant trop importante des quatre moteurs. Finalement, l'équipage arrive à atteindre RAF Thorney Island juste à temps, trois des quatre moteurs s'éteignant, faute de carburant, pendant l'atterrissage,. 
Plusieurs autres missions suivent, certaines ciblant les cuirassés allemands Scharnhorst et Gneisenau ainsi que le croiseur lourd Prinz Eugen, qui stationnaient à Brest. Barron occupe également un poste d'instructeur, réalisant des atterrissages de nuit et des vols en campagne avec des pilotes stagiaires. Les raids continuent et ne sont pas toujours de tout repos pour Barron. Dans la nuit du 23 au 24 mars 1942, lors d'une mission de largage de mines au large de Lorient, un obus de flak traverse le fuselage et vient sectionner les commandes du compensateur, ce qui rend le pilotage du Short Striling très éprouvant physiquement. L'équipage arrive à rejoindre finalement RAF Boscombe Down.
À la fin du mois d'avril 1942, Barron a accompli 39 missions dont 29 en tant que capitaine, et termine sa première tournée. Au total, il aura volé 200 h. Maintenant Pilot officer, ayant été promu plus tôt dans l'année, il reçoit la Distinguished Flying Medal (DFM) le mois suivant,, la citation notant que Fraser Barron est « le plus fiable, efficace et courageux, repoussant les attaques indépendamment de l'opposition ». Il était courant pour les équipages qui terminent une tournée de se reposer et d'exécuter des tâches d'instructeur pendant un certain temps. Barron est affecté en tant qu'instructeur à l'unité de conversion No. 1651, en poste à RAF Waterbeach (en). Après une période de permission, il arrive à la Waterbeach le 21 mai mais est rappelé par le No. 15 Squadron dans la semaine pour prendre part au raid de 1 000 bombardiers au-dessus de Cologne. Avant le raid, il effectue une mission de largage de mines aux îles frisonnes ; il décrit l'opération comme un moyen de « se remettre en jambe ». Après la mission de Cologne, où il vole dans la nuit du 30/31 mai, Barron participe, deux nuits plus tard, au raid de bombardement à grande échelle qui suit sur Essen. Il retourne ensuite à Waterbeach pour reprendre ses devoirs d'instructeur, qu'il commence bientôt à trouver ennuyeux, en dépit de son implication dans quatre autres missions de bombardement impliquant un nombre significatif d'avions. Entre ses périodes d'instruction, il participe néanmoins à 7 raids complets. 

## Vols pour la Pathfinder Force
À la fin de sa tournée d'instructions, en septembre 1942, Barron se porte volontaire pour le vol opérationnel et est affecté au No. 7 Squadron qui exploite des Stirling et vole depuis RAF Oakington (en), dans le Cambridgeshire. Sa nouvelle unité est l'un des escadrons fondateurs de la Pathfinder Force. Celle-ci est considérée comme l'élite du Bomber Command et est chargée de localiser et de marquer des cibles pour le raid de bombardement principal qui suit. Fraser Barron est sous le commandement d'Hamish Mahaddie (en), célèbre pilote de la RAF. Le personnel de vol qualifié de la Pathfinder Force bénéficie de promotions rapides et a le droit de porter un badge distinctif. James Barron commence les missions pour l'escadron le 2 octobre et, peu de temps après, est promu Flight lieutenant ; sa promotion le voit sauter le grade intermédiaire de Flying officer. Lors d'une de ses premières missions avec le No. 7 Squadron, son avion est attaqué par des chasseurs de nuit, des Ju88, lors d'attaques distinctes. Après sa 50e mission, un raid qui vise Gênes en Italie le 7 novembre 1942, la Distinguished Flying Medal lui est remise par le roi George VI au palais de Buckingham. Peu de temps après, il lui est accordé le droit de porter l'insigne de la Pathfinder Force. 
Barron continue de piloter pour des missions d'éclaireurs ; les raids notables comprennent une attaque sur Turin les 11 et 12 décembre 1942, où son avion est le seul des trois du No. 7 Squadron à bombarder la cible et à revenir avec succès,. Un deuxième raid sur Munich le 21 décembre manque de devenir une catastrophe. Le Stirling de Barron est attaqué par un chasseur de nuit et un incendie se déclare à l'arrière. Son opérateur radio et son ingénieur de vol arrivent à l'éteindre malgré une plongée raide de 3 000 pieds (914 m) effectuée par Barron pour éviter le chasseur. L'ingénieur de vol, Robinson, répare également les arrivées de carburant des moteurs et finalement Barron est capable de ramener son bombardier gravement endommagé en Angleterre,,. Lors de l'atterrissage, une roue ne se déploie pas correctement mais l'ingénieur Robinson résout encore une fois le problème. La bravoure de Robinson lui vaudra une DFC,. 
Durant le mois de février 1943, Barron et son équipage sont formés à l'utilisation du nouveau radar H2S, fourni en premier à la Pathfinder Force et utilisé pour la première fois en action dans la nuit du 2/3 février pour une mission de bombardement sur Cologne. Cela s'est avéré être une mission notable pour Barron ; au-dessus de Cologne, il est pris pour cible par plus de 30 projecteurs pendant 15 minutes et soumis à un violent barrage de DCA. Malgré cela, il s'assure que ses bombes sont larguées sur la cible, et s'échappe des projecteurs et rentre en Angleterre avec un avion endommagé. Il écrira plus tard à propos de l'événement : « Je pensais vraiment qu'ils allaient m'avoir cette nuit-là. » La nuit suivante, Fraser et son équipage effectue un raid sur Hambourg. Un moteur de son Stirling est endommagé au-dessus de la ville et lors du vol de retour vers l'Angleterre, une tempête provoque la formation de glace sur le fuselage et les ailes. Ayant seulement trois moteurs et, à cause de la glace, l'avion perd progressivement de l'altitude et de la vitesse. Alors qu'il traverse les Pays-Bas, l'équipage jette par-dessus bord des munitions et des armes pour alléger le plus possible le Stirling. Néanmoins, la glace commence à fondre et Barron peut regagner une altitude suffisante pour traverser la Manche et atterrir en toute sécurité,,,.

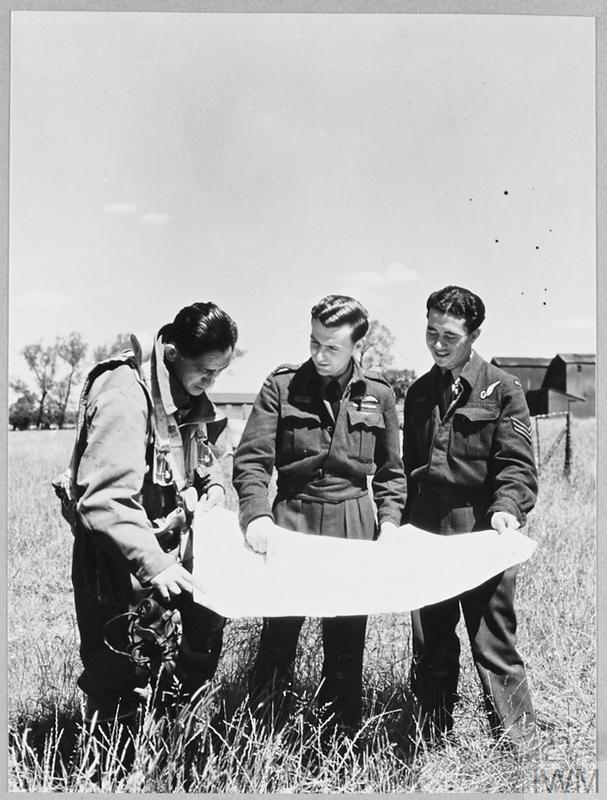
Le Squadron Leader Fraser Barron (au centre) en juin 1943 avec un membre de personnel volant maori (à gauche) provenant de Nouvelle-Zélande.

Quelques jours après la mission dramatique de Cologne, Barron reçoit la Distinguished Flying Cross (DFC) pour son « courage et son habileté, ainsi que sa détermination à frapper l'ennemi à chaque occasion et avec le plus grand effet destructeur ».  

Sa deuxième tournée prend fin le 2 mars 1943 quand il est retiré des opérations après avoir accompli 22 missions. Le même jour, il reçoit l'Ordre du service distingué (DSO), en relation avec son raid du 2 février sur Cologne. Barron est le premier Néo-Zélandais à avoir reçu la DFM, la DFC et la DSO et son exploit est largement rapporté dans son pays d'origine,,,. La citation de sa DSO, publiée dans la London Gazette, est la suivante : 

« Durant une nuit de février 1943, cet officier [Barron] était le commandant d'un avion chargé d'attaquer Cologne. En approchant de la zone cible, son avion s'est retrouvé dans les cônes de projecteurs et soumis à un feu nourri des défenses au sol. Malgré cela, le capitaine d'aviation Barron est resté sur sa route, défiant un barrage intense et concentré, et réussit à lancer une attaque lors de son deuxième passage au-dessus de la cible. Cet officier a fait preuve d'une bravoure et d'un dévouement exceptionnels, donnant un exemple de premier ordre. »

Avec sa deuxième tournée terminée, Barron part en congé pendant quelques semaines avant de suivre un cours d'instructeur en vue de sa prochaine affectation, la 11e unité d'entraînement opérationnel de bombardier (No. 11 OTU) situé à RAF Westcott (en), dans le Buckinghamshire. Il est promu Squadron leader au moment de son arrivée à Westcott au milieu du mois de mars. Son nouveau rôle exige des vols en campagne et des vols de nuit avec des bombardiers Wellington, ce qui le tient occupé. Deux mois plus tard, à la fin de mai, il est à nouveau invité au palais de Buckingham et reçoit sa DFC et sa DSO ; à cette occasion, il dîne avec le haut-commissaire de la Nouvelle-Zélande, Bill Jordan. En tant que pilote hautement décoré, il est souvent impliqué dans des campagnes de propagande et de recrutement et en juin, il est photographié avec du personnel volant maori provenant de Nouvelle-Zélande et qui suit une formation au No. 11 OTU.
Fatigué de l'environnement d'instructeur, Barron aspire à un retour au service actif ; dans des lettres, il indique à sa famille qu'il exerce des pressions sur les officiers supérieurs de la Pathfinder Force pour être réintégré aux opérations. Il réussit finalement dans ses efforts et après Noël 1943, il rejoint le No. 7 Squadron, maintenant équipé de Lancaster, pour une troisième tournée. Il est prévu que cette tournée soit limitée à 20 missions, à la fin desquelles il aura effectué 81 vols opérationnels. À ce moment-là, il commence une relation avec Marie, membre de la Women's Auxiliary Air Force (force aérienne auxiliaire féminine), qu'il a rencontrée à Westcott. 
La première mission de sa troisième tournée est un raid sur Brunswick dans la nuit du 14 au 15 janvier 1944. Parmi les 496 qui participent à la mission, 38 Lancasters sont abattus ou perdus, dont un quart sont des avions de la Pathfinder Force. Plusieurs raids suivent, dont certains sur Berlin et le raid de Leipzig du 19 février 1944, au cours duquel 78 bombardiers alliés sont perdus. À ce stade, Fraser Barron est promu Wing commander et est le chef de l'un des vols du No. 7 Squadron. Cette montée en grade et cette responsabilité supplémentaire résultent de pertes dans l'escadron au cours des dernières missions. En mars, Barron a déjà fait office deux fois de commandant intérimaire pour le No. 7 Squadron, la première fois car le commandant nominal était en congé et la seconde parce que le commandant n'était pas revenu d'un raid sur Francfort. Il participe également à une mission de bombardement sur Nuremberg, dans la nuit du 30 au 31 mars 1944. Cette opération voit la perte de 96 avions et d'environ 750 membres du personnel navigant, la plus grosse perte lors d'un seul raid du Bomber Command pendant la guerre.
À partir d'avril, les efforts du Bomber Command se déplacent vers des cibles stratégiques en France, telles que les chemins de fer, les bases et les dépôts, afin d'appuyer la prochaine invasion de la Normandie. Dans le même temps, Barron commence à voler en tant que Master Bomber, ce qui implique de contrôler et d'observer les raids, et donc un temps de vol prolongé au-dessus de la cible. Sa première mission de ce genre, et la 75e au total, est un raid sur la gare de triage de Tergnier impliquant 171 avions, principalement des Halifax. Le raid est un échec . Le 28 avril, il est de nouveau nommé commandant intérimaire du No. 7 Squadron, le titulaire, n'ayant occupé ce poste que pendant un mois, a disparu lors d'un raid la nuit précédente. Dans la nuit du 7 au 8 mai 1944, il vole comme Master Bomber lors d'un raid sur un aérodrome de Nantes, contrôlant 93 Lancaster. L'attaque est un succès : des observations ultérieures recensent 250 cratères de bombes sur l'aérodrome, dont beaucoup sur les pistes.

## Mort

Tombe de Fraser Barron au cimetière de l'Ouest du Mans.

Dans la nuit du 19 au 20 mai 1944, Fraser Barron est Master Bomber pour une attaque sur la gare du Mans en France, sa 79e opération. Il n'en reviendra pas. Initialement signalé comme disparu, il n'est déclaré présumé mort qu'en mai de l'année suivante. Les circonstances exactes de la mort de Barron ne sont pas claires, mais une collision avec un autre aéronef du No. 7 Squadron, agissant comme Master Bomber adjoint, est considérée comme la cause la plus probable de sa perte. Il est possible que la flak allemande ait été impliquée. Les 15 hommes des deux avions du No. 7 Squadron sont tués lorsque le Lancaster de Barron s'écrase sur une usine Renault, près de la cible du raid. Initialement enterré dans une tombe civile, aux côtés de l'un de ses membres d'équipage, le sergent de section Derek Wood, Fraser Barron est de nouveau inhumé au cimetière de l'Ouest du Mans de la Commonwealth War Graves Commission après la guerre,.

Après avoir reçu la nouvelle de la disparition de Barron, quelques semaines plus tard, ses parents reçoivent la notification de l'attribution d'une barrette à sa DSO. Elle est attribuée pour la mission sur Nantes effectuée les 7/8 mai et la citation, publiée le 13 juin, est la suivante : 

« Durant une nuit de mai 1944, cet officier participe à une attaque contre un aérodrome de Nantes. Par son appréciation des responsabilités qui lui ont été confiées et par l'habileté et la précision avec lesquelles il a exécuté son attaque, le commandant d'escadre Barron contribue dans une large mesure au succès de la mission. Depuis qu'il a reçu l'Ordre du service distingué, cet officier a participé à de nombreuses attaques contre des cibles dangereuses et difficiles. C'est un capitaine hors pair dont l'habileté, la bravoure et la détermination sont un exemple pour tous. »,

Le 27 février 1948, sa mère reçoit la barrette en son nom des mains du gouverneur général Sir Bernard Freyberg, lors d'une investiture à Dunedin. Un total de 55 membres du personnel de la RNZAF ont reçu la DSO pendant la Seconde Guerre mondiale. Barron est le seul parmi quatre autres militaires, et le seul du Bomber Command, à avoir reçu une barrette à sa DSO,. En plus de sa DSO et de sa barrette, de ses DFC et DFM, Barron a également droit à la 1939-45 Star, à l'Air Crew Europe Star, à la Defence Medal 1939-45, à la War Medal 1939-1945 et à la New Zealand War Service Medal.